# MQ-4C海神侦察机
MQ-4C海神（MQ-4C Triton，又称“人鱼海神”）是美国海军正在研制的，由RQ-4全球鹰侦察机发展而来的高空长程无人机。该无人机基于“广域海上监视”项目开展研发，计划生产一款配合P-8波塞冬海上巡逻机，可以进行海上实时监视，情报搜索，反潜侦察，以及搜救等任务的无人飞机。MQ-4C海神大体上沿用了全球鹰的机体设计，并在全球鹰的基础上做了一定的改进，例如加固了机体和机翼结构，改进了除冰装置和防雷击系统。有了这些改进，MQ-4C海神可以降低高度，在云层中更好地监视目标船只或其他海面目标。
MQ-4C海神的开发计划在2012年就已经提出，原计划于2015年底就能服役，并计划建造67架该飞机。2018年MQ-4C开始具备初始作战能力，全面部署计划于2023年完成。

## 發展

### 主要特點
- 可全天候執行海上偵蒐任務
- 搭載AN/ZPY-3電子掃描陣列雷達[9]
- 由地面控制站進行控制
- 機體壽命達51000小時
- 商規開放式架構系統
- 具互通性的網路解決方案
- 可對通訊頻寬進行管理
- 具有備用的飛行控制介面

### 競爭者
廣域海上監視（BAMS）合約的競爭者有：
- 波音：無人版本的灣流G550商務客機。它將可搭載成員，並可與其他波音製造的飛機共用零件。[11][12]
- 諾斯洛普．格魯曼：改造過的RQ-4全球鷹。諾斯洛普．格魯曼在一架灣流2型客機上安裝並測試了偵蒐設備。
- 洛克希德．馬丁：改造過的MQ-9收割者。

諾斯洛普．格魯曼於2008年4月22日贏得了價值11.6億美元的合約。洛克希德．馬丁隨即向美國政府責任署提出了抗議。美國政府責任署於2008年8月11日宣布維持原有的決定。2010年9月，BAMS計畫的產物被命名為MQ-4C。

### 前期發展

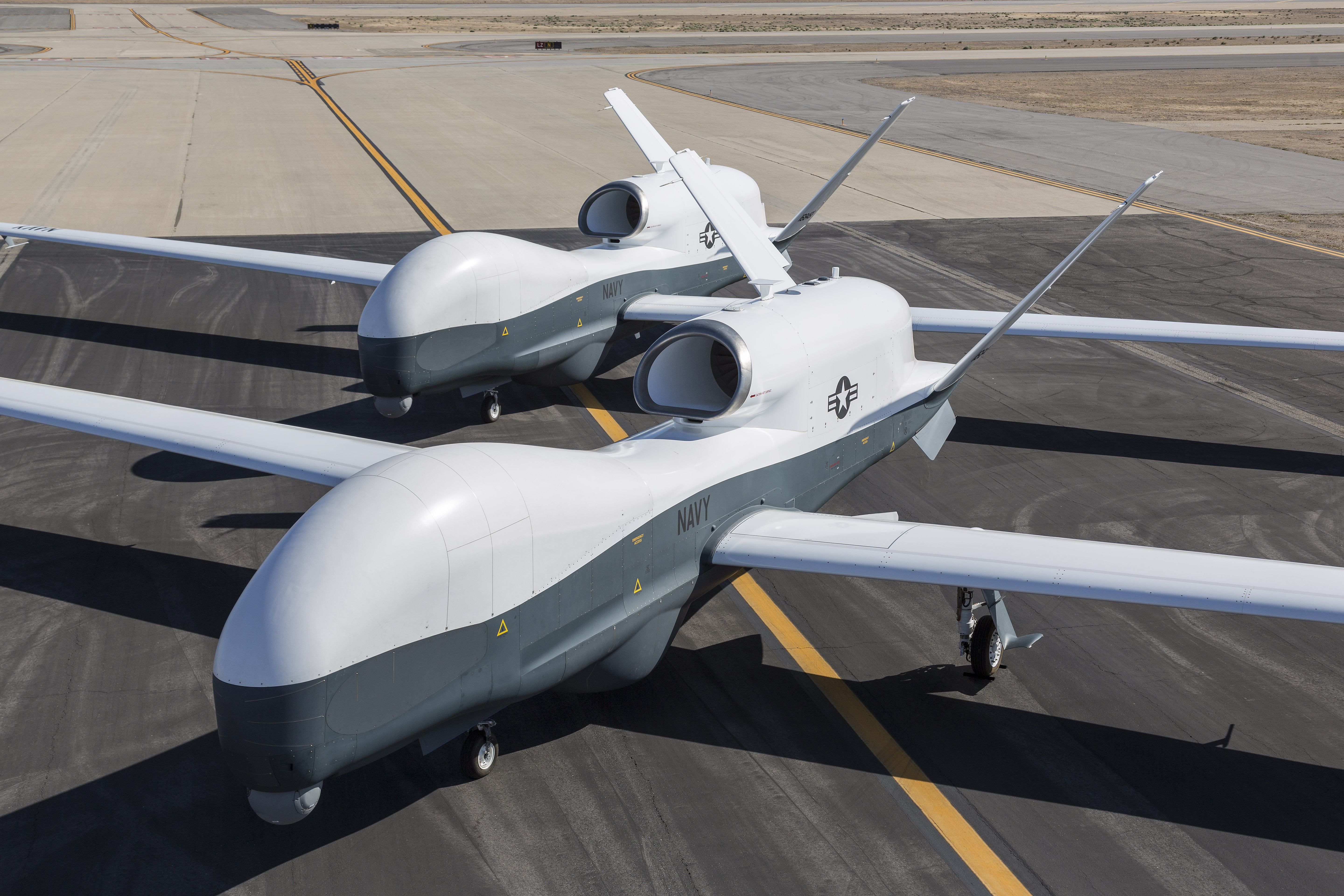
兩架MQ-4C

美國海軍於2012年6月14日在加州棕櫚谷舉行了MQ-4C的揭幕儀式。海軍也在該活動中宣布新無人機的名稱為「海神」（Triton）。隨後，內部編號為168457的MQ-4C在2013年5月22日進行了首飛，並在愛德華空軍基地與帕圖森河海軍航空站進行了多次測試飛行。該機原定於2015年12月獲得初始作戰能力，但被延期至2017年。
美軍預計購買68架MQ-4C與117架P-8A海上巡邏機以替換老化的P-3C海上巡邏機機隊。海軍預計將會有40架MQ-4C部署在不同基地，包括夏威夷卡內奧赫灣海軍陸戰隊航空站、佛羅里達傑克孫維爾海軍航空站、日本嘉手納空軍基地、加州穆古點海軍航空站與義大利西哥奈拉基地。這些基地都是P-3C或P-8A的部署基地。美國《空軍時報》在2012年9月14日的報導指出，MQ-4C也會進駐關島安德森空軍基地。

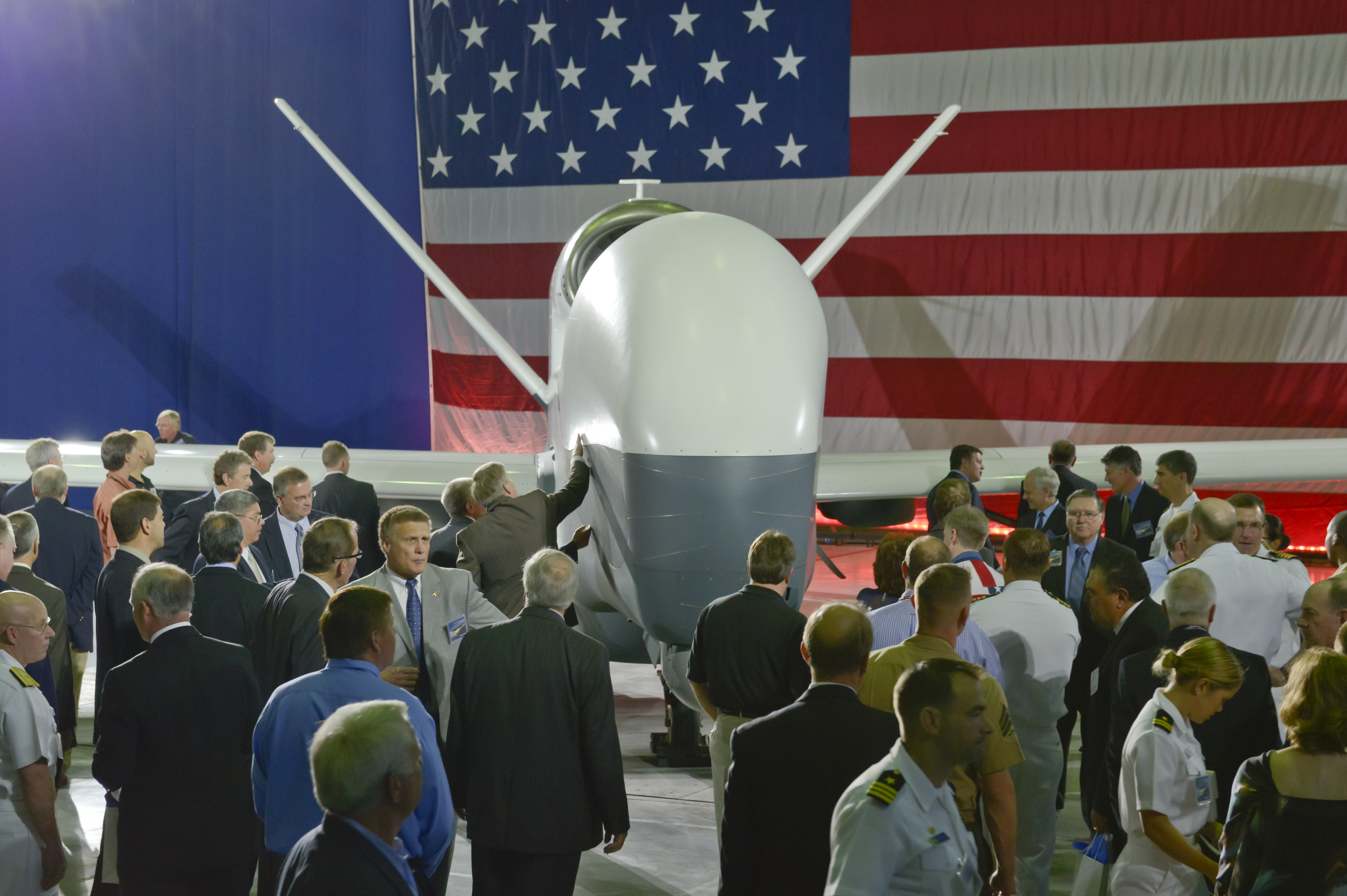
揭幕儀式上的MQ-4C

美國海軍於2013年8月暫停了MQ-4C「偵測與迴避」雷達系統的研發，而此系統能讓無人機偵測並自動迴避其他飛機。MQ-4C原本預計是第一架安裝這種系統的無人機，但此系統的研發大幅落後，預算也出現超支的狀況。此系統的研發並沒有被取消，但預算與技術壓力迫使海軍必須將系統整合的期限推遲。海軍將與諾斯洛普·格魯曼公司研究何時能讓偵測與迴避系統進入生產線。美國海軍於2014年11月重新啟動了偵測與迴避系統的研發，並降低了相關的標準。這包括讓無人機在接近機場時使用地面雷達的資料，並引進了模組化與可升級的零部件，讓海軍可以逐步升級以滿足未來的作業需求。
2013年9月6日，美國海軍與諾斯羅普·格魯曼公司簽訂了一份價值998萬美元的合約，用於MQ-4C原型機的飛行與保養，使其能在一個月內執行15次任務，而非原訂的每月9次。一些海軍指揮官也希望這些原型機能投入對中東沿海地區與海上活動的偵查行動。
美軍原定要讓20架MQ-4C保持在戰備狀態，剩下的68架皆為備用機。但因飛機的可靠性提高與預算減少導致美國海軍開始考慮減少MQ-4C的購買數量。2015年9月，美國國防部監察長根據每10萬小時損失4架MQ-4C的數據推估出訂購70架即可滿足作戰需求。海軍計劃從2018年開始每年增加一個MQ-4C的基地，最終將有五個基地投入作戰。每個基地將會有4架處於戰備狀態的MQ-4C，其餘將用於測試、訓練與戰損補充。整個訂單預計於2032年完成交付。

## 設計
MQ-4C可以在17,000公尺（55,000英尺）的高空飛行30小時以上，並擁有高達330節（380英里/小時；610公里/小時）的時速。其上搭載的AN/ZPY-3 MFAS多功能X波段電子掃描陣列雷達能在24小時内偵測2,700,000平方英里（7,000,000平方公里）的區域，或在一次掃描中偵測2,000平方英里（5,200平方公里）的區域。該雷達具備逆合成孔徑模式，可在各種天候狀況下偵測目標。MQ-4C的自動化程度十分高，操控人員只需設定作業區域、巡航速度、飛行高度與預定目標，無人機將會利用內建的自動辨識系統處理拍攝到的光學與雷達影像，並將結果回傳給操控人員。
由於MQ-4C擁有比RQ-4更堅固的機身，其抵禦冰雹，鳥擊與雷擊的能力更強，並具有迅速下降至低空的能力。該機也在機翼上配備了自動除冰系統。MQ-4C在低空可使用由雷神公司製造的MTS-B多光譜光電/紅外光感測器，該感測器同時配備了雷射測距、雷射標定與雷射指示器，能自動追蹤MFAS探測到的目標。MTS-B也能為地面部隊與指揮官提供即時串流影像。
MQ-4C在機上搭載了類似EP-3偵察機上使用的模組化電子支援（ESM）套件，可探測並分析微弱的雷達訊號，並對這些訊號進行三角測量與定位，使指揮人員能規畫對各目標的攻擊順序，或使自身與友軍戰機能繞開敵方雷達與敵方防空設施。偵測與定位雷達訊號源也能偵測敵方軍艦的位置。該模組預計於2021年進行第四階段的升級，將加入高/低頻訊號接收器，使其蒐集訊號情報（SIGINT）的能力更上層樓。第五階段的升級預計於2024年開始進行。
MQ-4C的另一個功能是作為網路節點及訊號中繼站，並具有接收視距外單位傳送的訊息的能力。它可將艦艇、戰機與陸基感測器接收到的訊息透過無線電或衛星資料鏈路進行廣播，並整合這些訊息，使指揮人員能對戰場狀況有更好的認知。此功能極大地提高了互操作性、狀態感知能力、目標標定效率和影像清晰度。

## 外銷狀況

### 
澳洲計畫將MQ-4用於軍事及邊境巡邏任務，然而資深官員對該機在澳洲北部海域探測偷渡小艇的能力表示懷疑。澳洲皇家空軍中將傑夫·布朗於2013年表示政府正在考慮購買更多的P-8海神式海上巡邏機並減少MQ-4的購買量。2014年2月16日，澳洲政府表示希望購買7架MQ-4C。除了用於監測船隻和飛機外，它還可以用於尋找海上難民。MQ-4與P-8將替代老化的P-3獵戶座海上巡邏機來執行海上偵蒐的任務。
2014年3月13日，總理東尼·艾伯特宣布將購買MQ-4C海神偵察機，以取代澳洲的18架AP-3C海上巡邏機。該聲明是在負責海上偵蒐任務的愛丁堡空軍基地宣布的。此訂單是澳軍汰除P-3的「空中7000」計畫的一部分。該計畫的1B階段是採購MQ-4C，2B階段則是在2017年採購8到12架有人駕駛的P-8A。澳洲皇家空軍將會讓MQ-4C和P-8A負責不同的任務，MQ-4C將在高空執行廣域監視任務，P-8A則負責反潛、反艦、搜救與訊號情報蒐集任務。
澳洲政府在《2016年國防白皮書》中確認，澳洲皇家空軍將購買七架MQ-4C海神偵察機，作為其情報，監視和偵察能力的一部分。
2018年6月26日，總理馬爾科姆·特恩布爾（Malcolm Turnbull）宣布前六架MQ-4C已交付給澳洲皇家空軍，第七架正在製造中。

### 印度
諾斯洛普．格魯曼也向印度銷售了MQ-4C。印度海軍計畫將該無人機與P-8波賽頓海上巡邏機配合以進行海上巡邏任務。

### 德国
2015年1月，德國空軍和聯邦國防軍開始規劃利用MQ-4C來進行蒐集訊號情報（SIGINT）的任務，以補足歐洲鷹計劃取消後產生的空缺。德國原定要用歐洲鷹來替代將在2010年退役的五架Br.1150 Atlantique以進行廣域海洋監控任務，然而歐洲鷹計畫因需花費超過6億歐元（7.5億美元）修改設計以符合歐盟的航空相關法規而於2013年5月被取消。由於投資了大量金錢以研發搭載在歐洲鷹上的感測器，德國仍想讓自己的研發成果以其他方式進入部隊服役。使用具有相同設計且搭載自動除冰與防雷擊系統的MQ-4C被認為是較佳的替代方案。德國國防部於2017年3月宣布購買MQ-4C以取代歐洲鷹，預計交機時間為2025年。由於義大利對北約所屬的RQ-4設下了嚴格的飛行規範，德國政府認為MQ-4C無法於2025年之前通過歐盟的飛行安全標準，於是轉而採購可在民用空域飛行的改裝版龐巴迪環球快車以替代MQ-4C。

## 服役紀錄

### 測試飛行
MQ-4C海神偵察機於2013年5月22日在美國空軍第42號工廠進行了首次飛行。飛行時間為1小時20分鐘，最高達到了20,000英尺的高度。
2014年1月6日，諾斯羅普·格魯曼公司宣布MQ-4C已完成9次試飛，總飛行時間為46小時。其飛行包絡線展開測試已經完成一半，這包括評估機體在不同高度，速度和負載下的飛行性能。某幾次飛行試驗持續了9個小時以上，並達到了50,000英尺的高空。第二架原型機則於2014年3月至4月間進行首飛。初步的飛行包絡線展開測試於2014年3月完成，總計進行了13次，共81小時的飛行。最高飛行高度達到59,900英尺。
2014年9月18日，MQ-4C成功的進行了為時11小時的轉場飛行。該次飛行是從諾斯羅普·格魯曼公司於加州棕梠谷的工廠飛往位於馬里蘭州的帕圖森河海軍航空站。由於天氣因素，這次轉場飛行測試先前已被推遲了兩次。此次測試飛行路線沿著美國南部邊界飛行，穿越墨西哥灣和佛羅里達州，然後沿著大西洋海岸向北飛至切薩皮克灣外海，並爬升至50,000英尺以避免影響民航班機。一共有三架MQ-4C原型機投入測試，並完成了15次轉場飛行，驗證其跨洲飛行的能力。隨著安全性測試的結束，這些原型機被賦予了驗證作戰能力的任務。這些測試包括感測器、通訊設備、互操作性與進一步展開飛行包絡線。三架原型機在達到初始作戰能力之前共飛行了2000小時。
第二代MQ-4C原型機於2014年10月16日進行首飛，並於當月進行了轉場飛行測試。美國海軍原定要提供第三代原型機的生產資金，但由於預算削減而由諾斯羅普·格魯曼公司自行出資生產。

### 機隊測試與整合
2013年2月7日，美國海軍宣布將於2013年10月1日在佛羅里達州傑克孫維爾海軍航空站成立第十九無人巡邏中隊（VUP-19）。此中隊將是海軍第一個接收MQ-4C的單位。VUP-19也將在加州穆古點海軍航空站設立分隊。第十九無人巡邏中隊將由位於傑克孫維爾海軍航空站的第十一巡邏與偵查聯隊（CPRW-11）管理。此中隊將負責為部署在西南亞/中東/東非地區的第五艦隊、部署在地中海和東大西洋的第六艦隊、部署在西太平洋和印度洋的第七艦隊與美國海軍艦隊司令部執行情報、監視和偵查（ISR）任務。海軍於2014年宣布啟用第二個MQ-4C中隊VUP-11以支援第七艦隊於太平洋地區的任務，並與VUP-19共同負責第五艦隊責任區內的任務。
2015年11月17日，MQ-4C開始了為期兩個月的作戰評測。這次測試的結果將決定MQ-4C是否會進入小批量試生產（LRIP）階段。美國海軍於2016年2月確認MQ-4C已通過作戰評測，使其於當年春季正式進入小批量試生產階段。一個由海軍航空測試評估中隊VX-1、VX-20、無人機巡邏中隊VUP-19和諾斯羅普·格魯曼公司的技術人員組成的測試小組進行了大約60小時的飛行，並證明了該批次MQ-4C的可靠性。海軍的2017財年預算報告要求在2021財年前購買19架MQ-4C，並於2017財年將該機部署至太平洋地區。諾斯羅普公司稱這些測試的主要目的是評估MQ-4C上幾個重要的感測器—一具有源電子掃描陣列雷達，一個光電/紅外攝影機與一個碳氫化合物探測器在不同高度和距離下對目標進行辨識與分類的能力。
美國海軍於2013年發現MQ-4C的機翼有品質管控問題，諾斯羅普·格魯曼表示該問題已於2016年修復完畢。
2020年1月26日，VUP-19首次裝備了MQ-4C，兩架無人機被送往關島安德森空軍基地。

### 遭伊朗擊落
2019年6月20日，伊朗伊斯蘭革命衛隊於伊朗南部荷姆茲甘省附近的荷莫茲海峽擊落一架RQ-4A無人機。伊朗稱該架無人機侵犯了他們的領空，而美國稱此無人機是在國際空域飛行。一位不具名的美國官員表示被擊落的無人機是MQ-4C海神偵察機，但美國美國中央司令部表示被擊落的是一架RQ-4A的原型機。美國共生產了四架原型機，並將其用於海軍的廣域海上監視（BAMS）任務中。

## 使用国家
美国
- 美国海军
  - 无人巡逻19中队（佛罗里达州杰克逊维尔海军航空兵训练基地）

- 澳大利亚皇家空军（订购）

## 規格
資料來源

### 一般資料
- 製造商：諾斯洛普．格魯曼
- 乘員：0（無人機）
- 翼展：39.9公尺（130.9英尺）
- 長度：14.5公尺（47.6英尺）
- 高度：4.7公尺（15.4英尺）
- 空重：6779公斤（14945磅）
- 總重：14628公斤（32250磅）
- 發動機：一具勞斯萊斯 AE 3007渦扇發動機

### 性能
- 最大速度：575公里/時（357英里/時）
- 作戰半徑：15128公里（9400英里；8168海浬）
- 續航時間：30小時
- 實用升限：17000公尺（56000英尺）